# 岡ビル

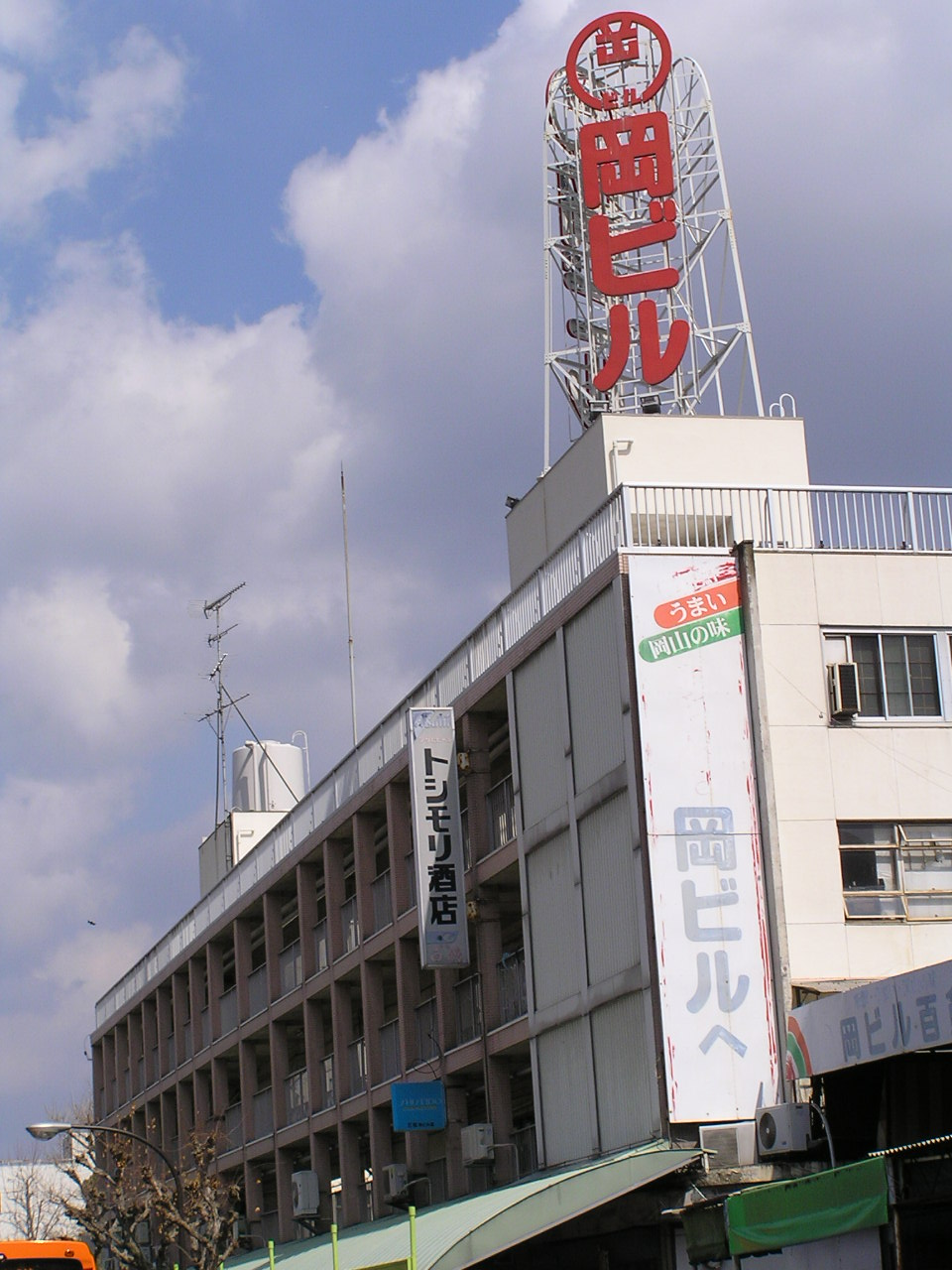
岡ビル市場

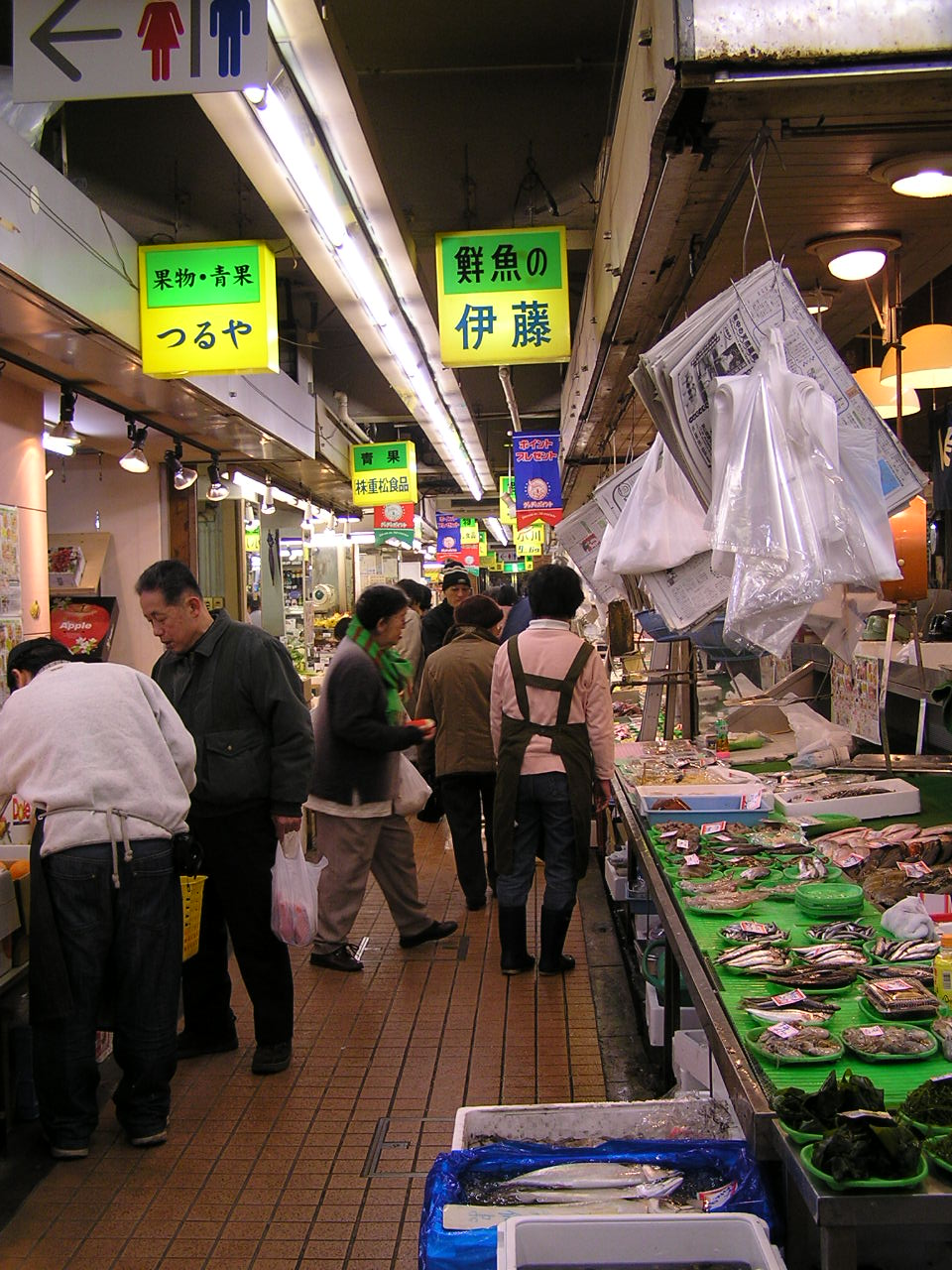
市場内部

岡ビル（おかビル）は、岡山県岡山市北区にある屋内型の小売市場である。

## 概要
1946年（昭和21年）9月、西川沿いに「岡山マーケット」としてオープン。1951年（昭和26年）10月、現建物が竣工、職住一体型の商業施設として完成。当時は画期的な商業施設として地元新聞でも報じられ、商圏は郊外郡部にまで及んでいた。 
現在、空き店舗が増え、周辺には多くの大型小売店があるなど厳しい状況にあるが、近隣住民の台所として根強い人気がある。業者と取引も行う仲卸機能を備えた小売市場として生き残りを模索している。
また岡ビルの所在する岡山市北区野田屋町1丁目3番地区と近隣の2番地区では合同で再開発準備組合が結成されており、岡ビルの店舗数も減少の一途を辿っている。

## 岡ビル商業協同組合
- 所在地：岡山県岡山市北区野田屋町1丁目3番3号229号
- 代表者：今中祥勝（理事長）
- 設立年月日：1953年（昭和28年）3月4日
- 出資金：108,000円
- 業種：食品卸、小売（調理器具・日用品・酒）、加工、サービス（喫茶・理美容）
- 組合員数：36 名

## 建物
- 竣工：1951年（昭和26年）
- 設計：久米建築事務所（担当：渡辺洋治）
- 施工：大林組
- 階数：4階（1階：店舗、2～4階：住宅）
- 敷地面積：54×52m2
- 延床面積：6412.76m2
- 店舗数：31

## 歴史
- 1946年（昭和21年） - 岡山マーケット（55店舗）オープン。
- 1947年（昭和22年） - 管理会社：（株）岡ビル商場を設立（135店舗）。
- 1951年（昭和26年） - 岡山商場を（株）岡ビル百貨店に変更。岡ビル百貨店竣工（67店舗）。
- 1953年（昭和28年） - 岡ビル商業協同組合設立。組合員30名。
- 1975年（昭和50年） - 大規模改修工事を行う。